# André Zeug
André Zeug (* 4. Februar 1956 in Berlin) ist ein deutscher Manager.

## Leben
Zeug studierte Recht und Betriebswirtschaftslehre. Er promovierte 1987.

## Wirken
Er arbeitete zunächst als Anwalt in einer Münchner Anwaltskanzlei und wechselte zu German Wings als Leiter der Abteilung Recht und Personal. Ab 1990 verantwortete er bei Lufthansa die Gebiete Recht und Personal. Ab 1992 leitete er die Bereiche Privatisierung und Sanierung bei der Treuhandanstalt in Berlin. Seit 1994 ist Zeug als Geschäftsführer bei verschiedenen Tochtergesellschaften der Deutschen Bahn tätig. Zum 1. April 2002 wurde er zum Leiter des Vorstandsressorts Kombinierter Verkehr bei DB Cargo ernannt, das er zuvor kommissarisch geleitet hatte.
Von 2003 bis 2005 verantwortete er in der Stinnes AG den Vorstandsbereich Intermodal. Anschließend war er Generalbevollmächtigter Technik/Beschaffung der Deutschen Bahn. Am 3. Dezember 2007 wurde er zum Vorstandsvorsitzenden von DB Station&Service ernannt. Ab Anfang 2018 ist er Sonderbeauftragter Dienstleister 2030 beim Vorstand Infrastruktur. Sein Nachfolger in der Funktion als Vorstandsvorsitzender von DB Station&Service wurde Werner Gatzer. Zum 1. Mai 2018 wurde dieser von Bernd Koch abgelöst.